# 苏州金龙
金龙联合汽车工业（苏州）有限公司，简称苏州金龙、海格客车，是中国客车制造商，金龙联合汽车的子公司。 
创建于1998年，目前销售客车至65个国家，遍布亚洲、非洲、东欧、美洲。
中国汽车工业50周年之际，海格（苏州金龙）获得十大客车制造商称号和十大客车品牌奖。
金龙汽车发布了一份《关于收到财政部行政处罚事项告知书的公告》。其子公司苏州金龙因为新能源车骗补而被处以重罚，追回补贴资金以及被处罚资金合计高达约7.79亿元，与此同时，苏州金龙还被取消中央财政补助资格。

## 图片

### 中国大陆项目

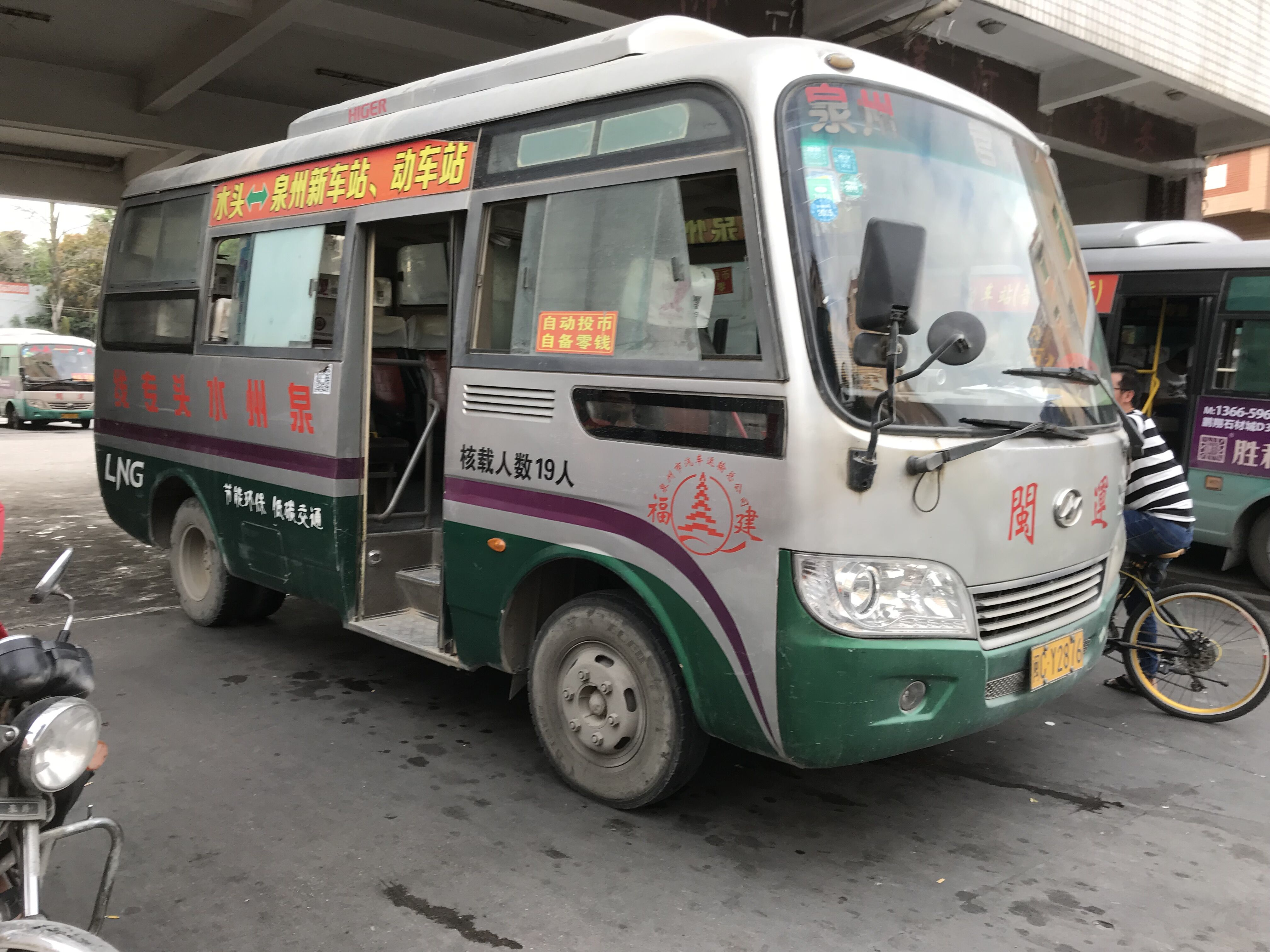
海格 KLQ6609C（泉州—水头客运班线）
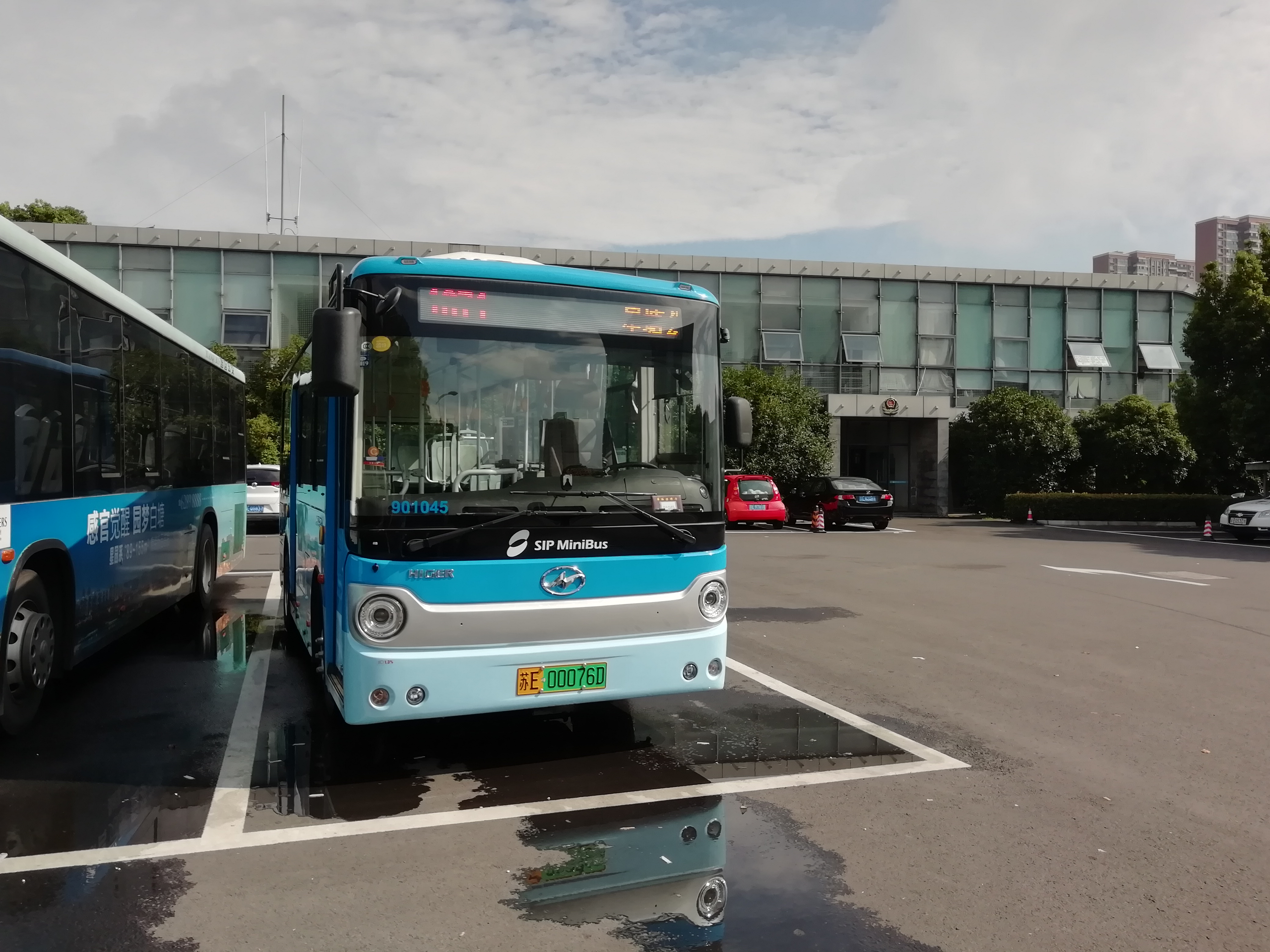
海格 KLQ6650GEVN2 型担当苏州工业园区微巴路线
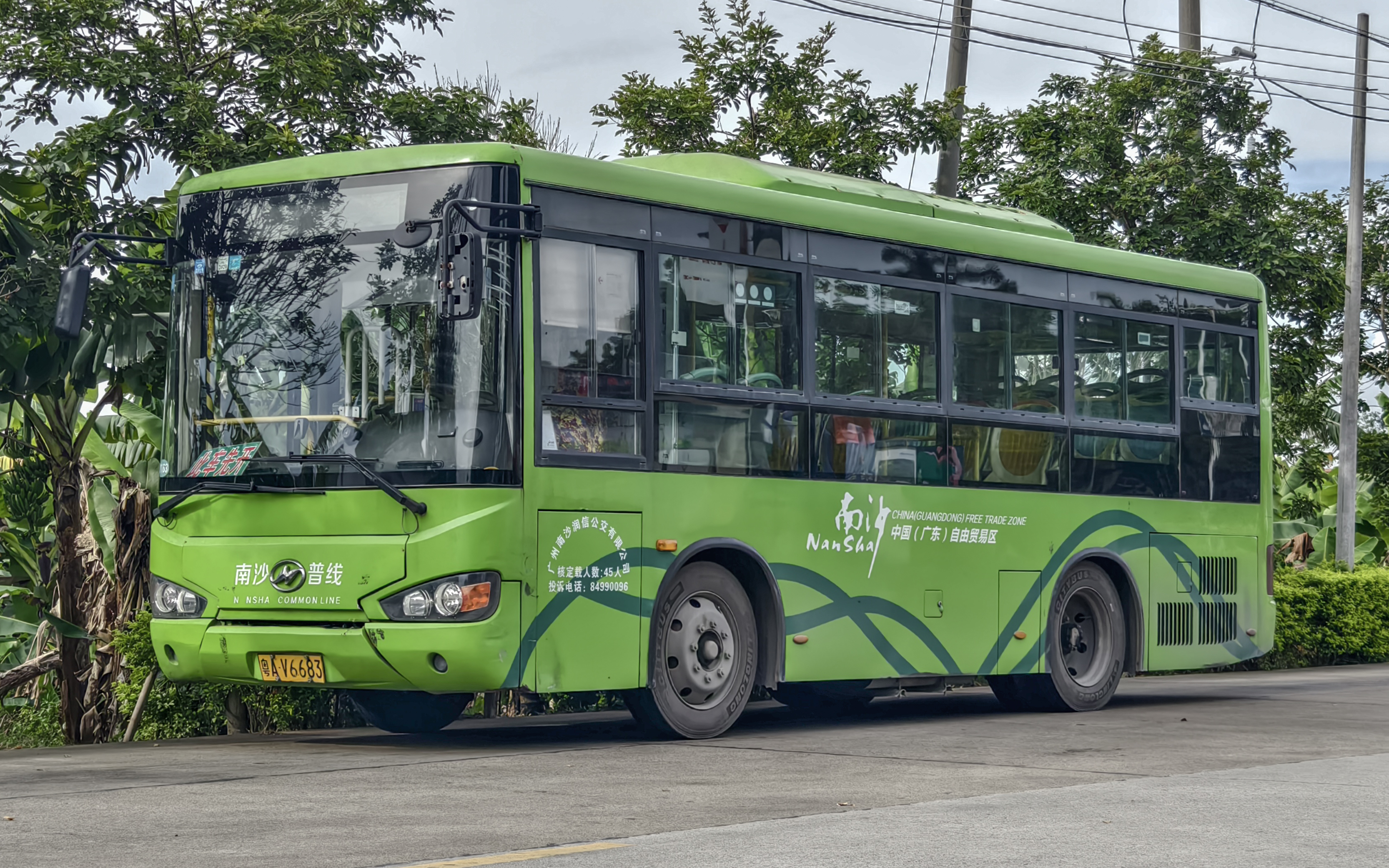
广州南沙润信公交使用的海格 KLQ6770GAE4 型柴油客车，该车现已退役
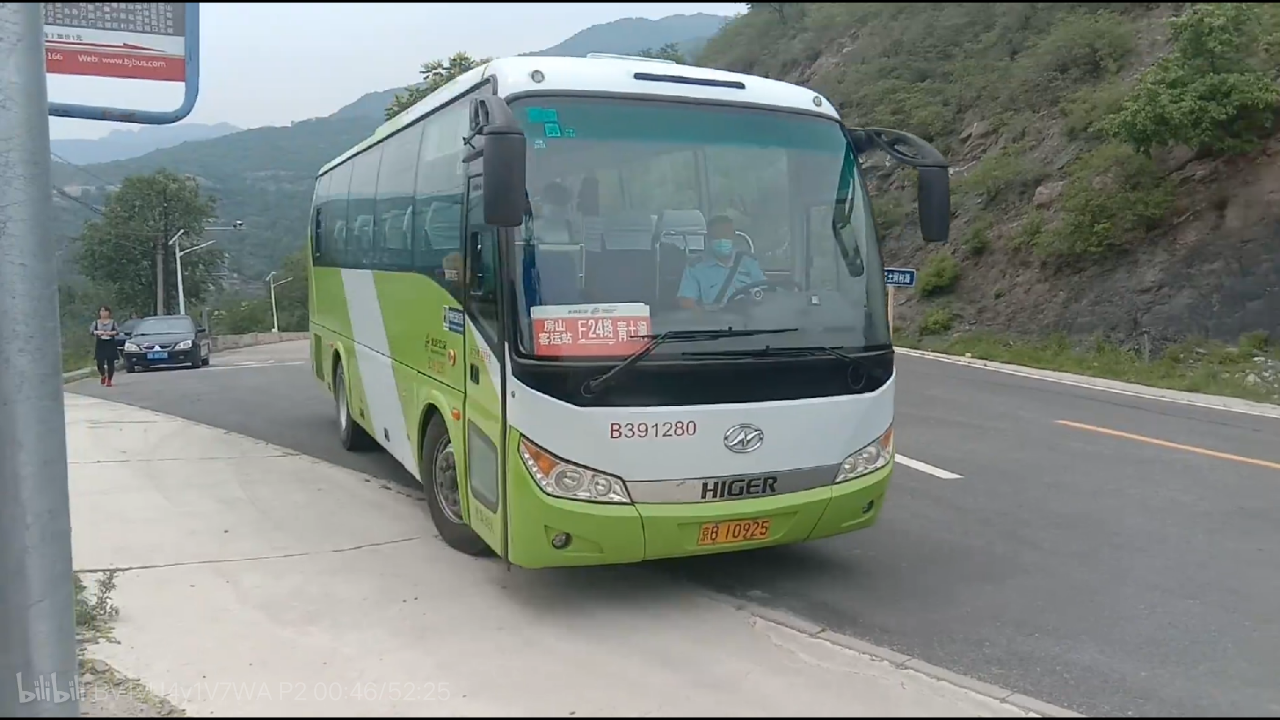
海格 KLQ6898QE5 型客车担当北京公交F24路
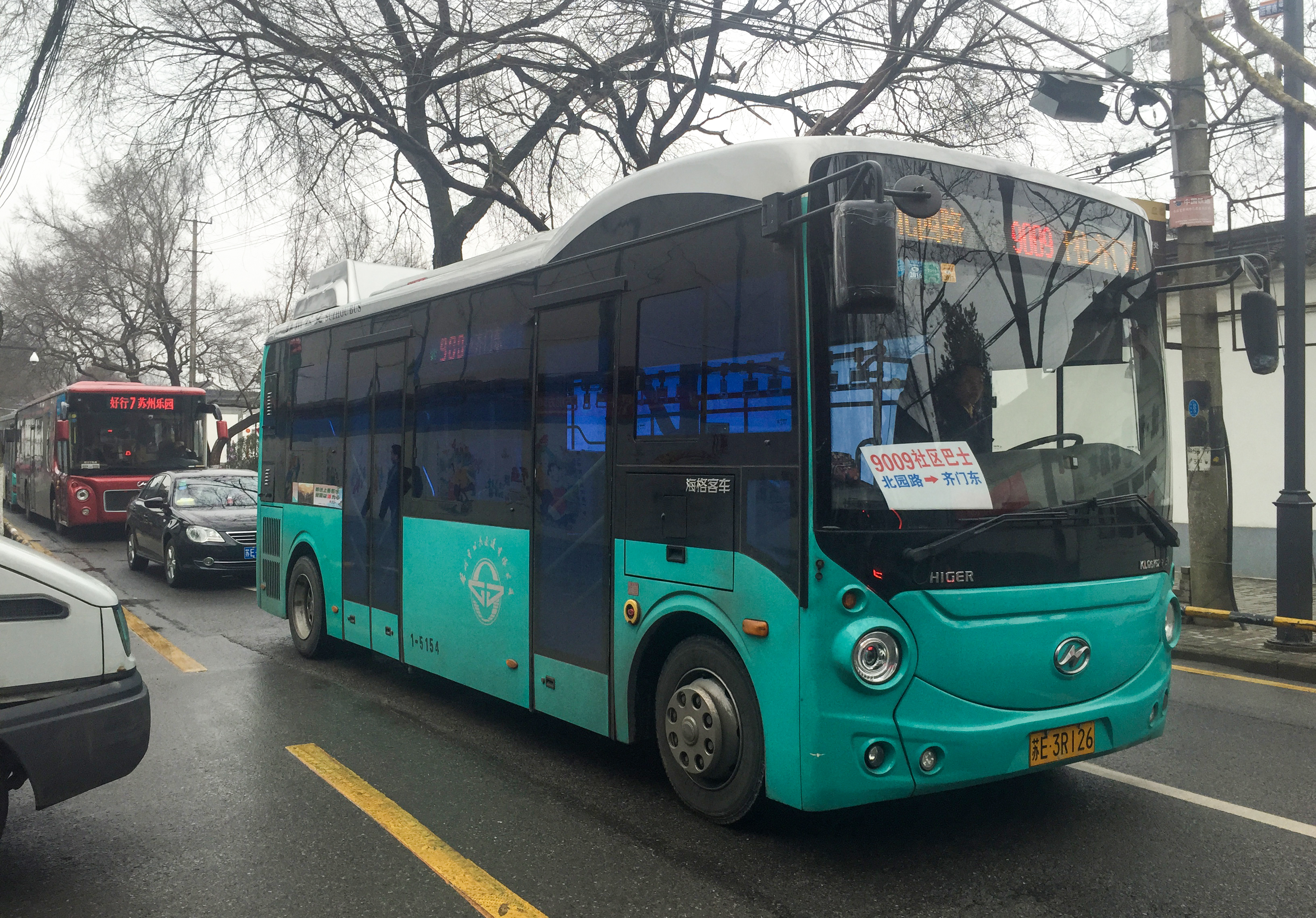
海格 KLQ6762GHEV 型混合动力客车担当苏州社区巴士路线，该车现已退役
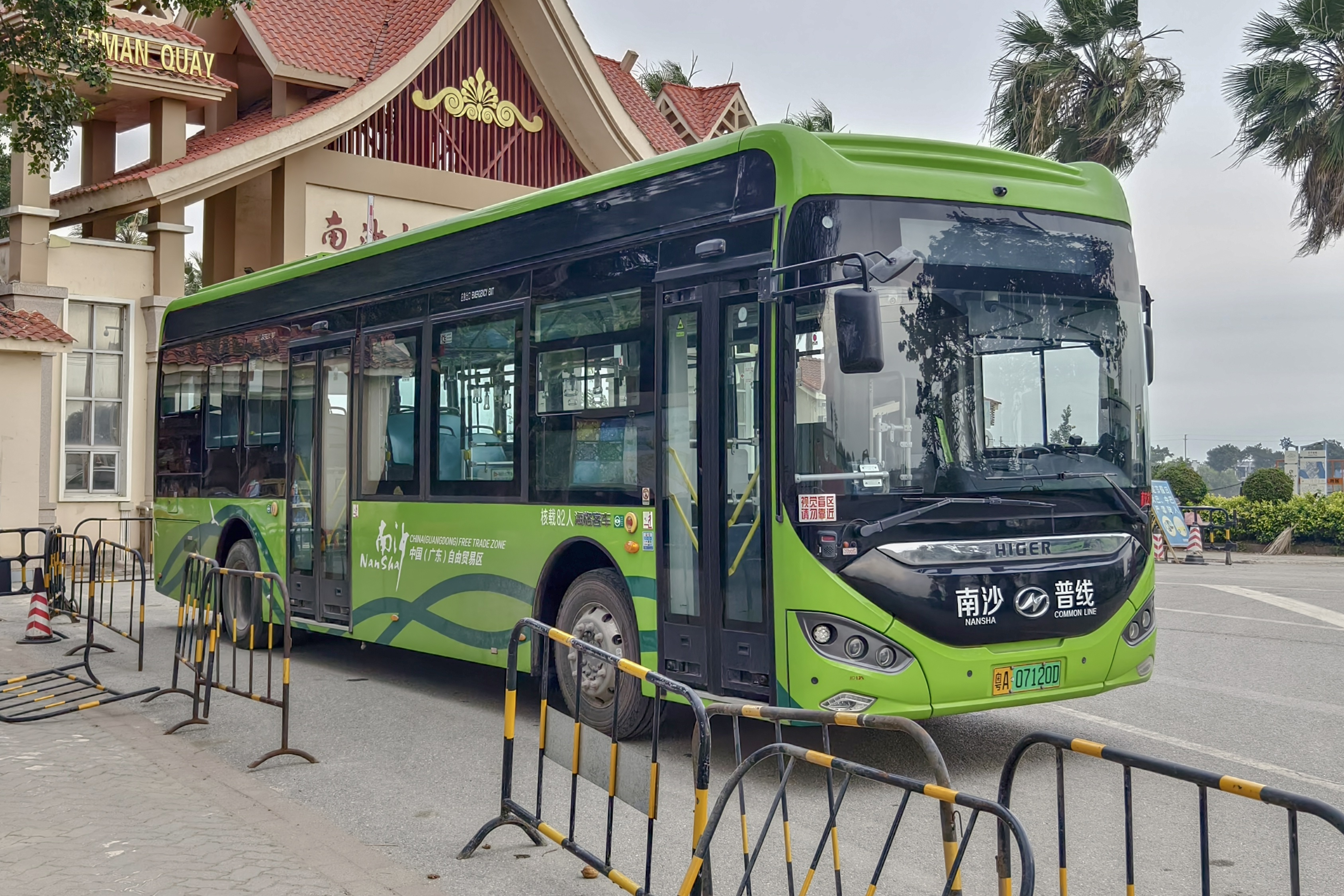
广州南沙交通发展使用的海格 KLQ6106GAEVN5A 型，属于蔚蓝A10系列产品
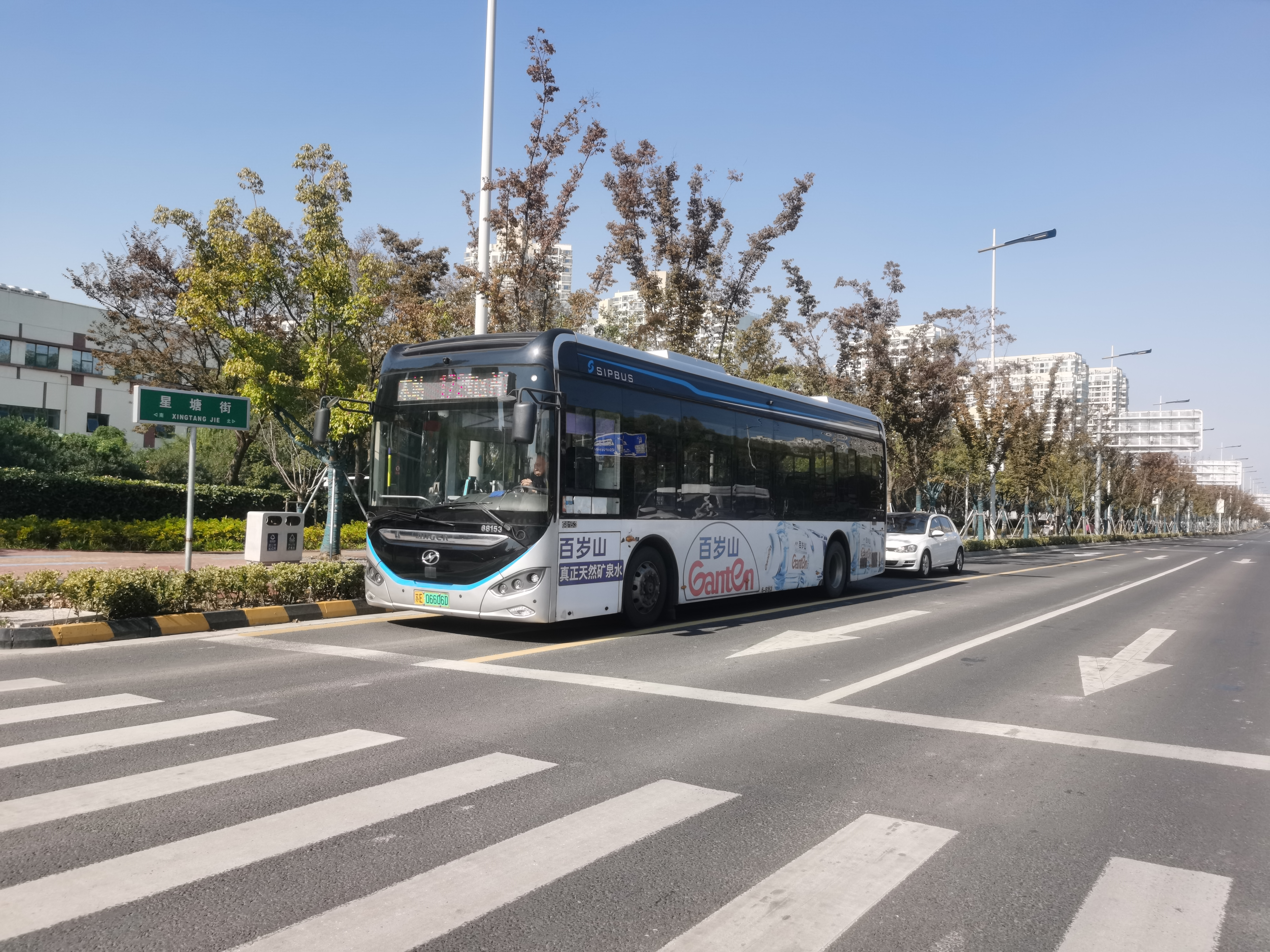
苏州公交使用的海格 KLQ6106GAEVN8 型，属于蔚蓝A10系列产品
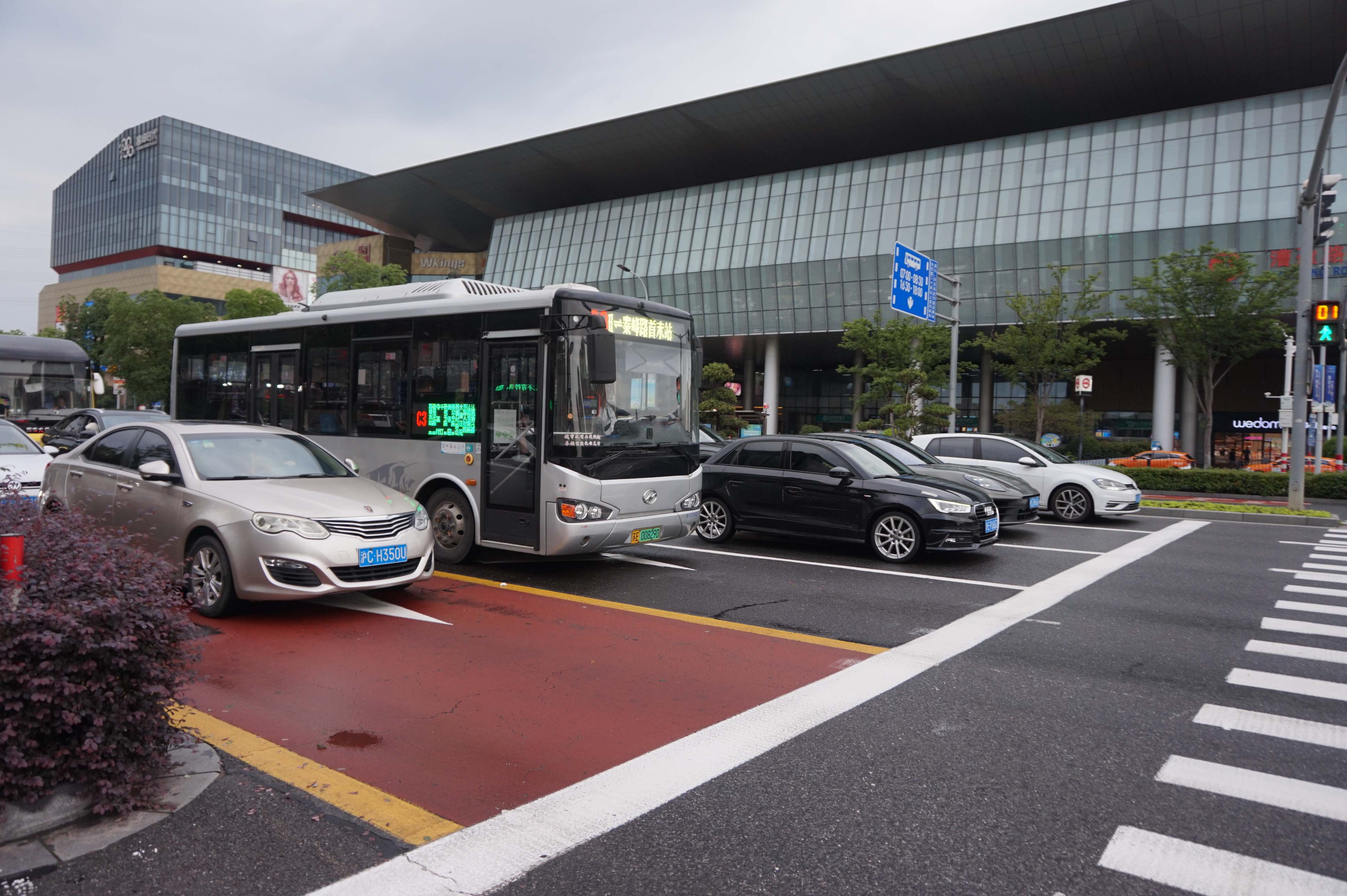
昆山公交使用海格的KLQ6800GEVN9型纯电动客车
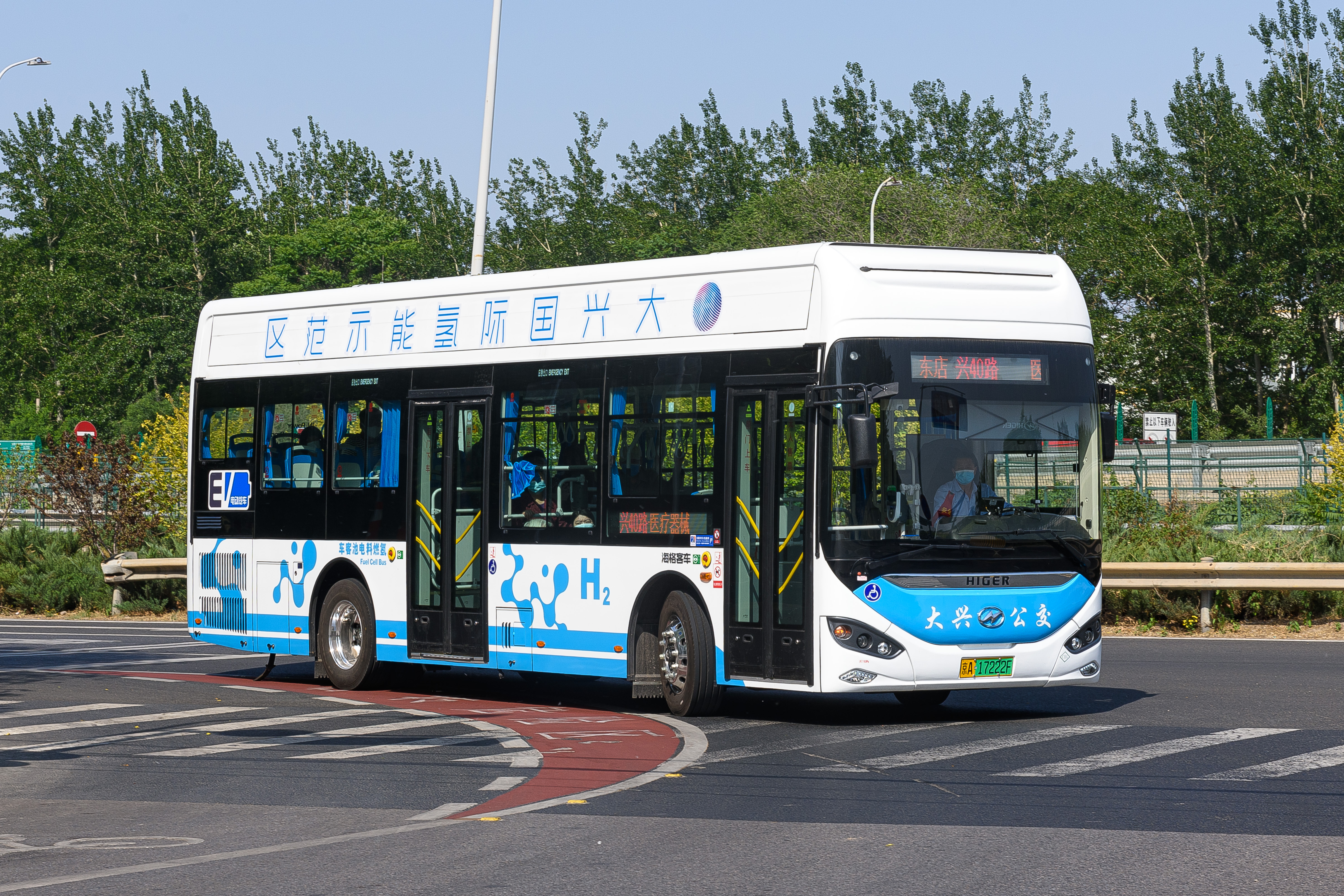
北京大兴兴顺达客运使用的海格 KLQ6106GAFCEV12 型氢燃料电池城市客车
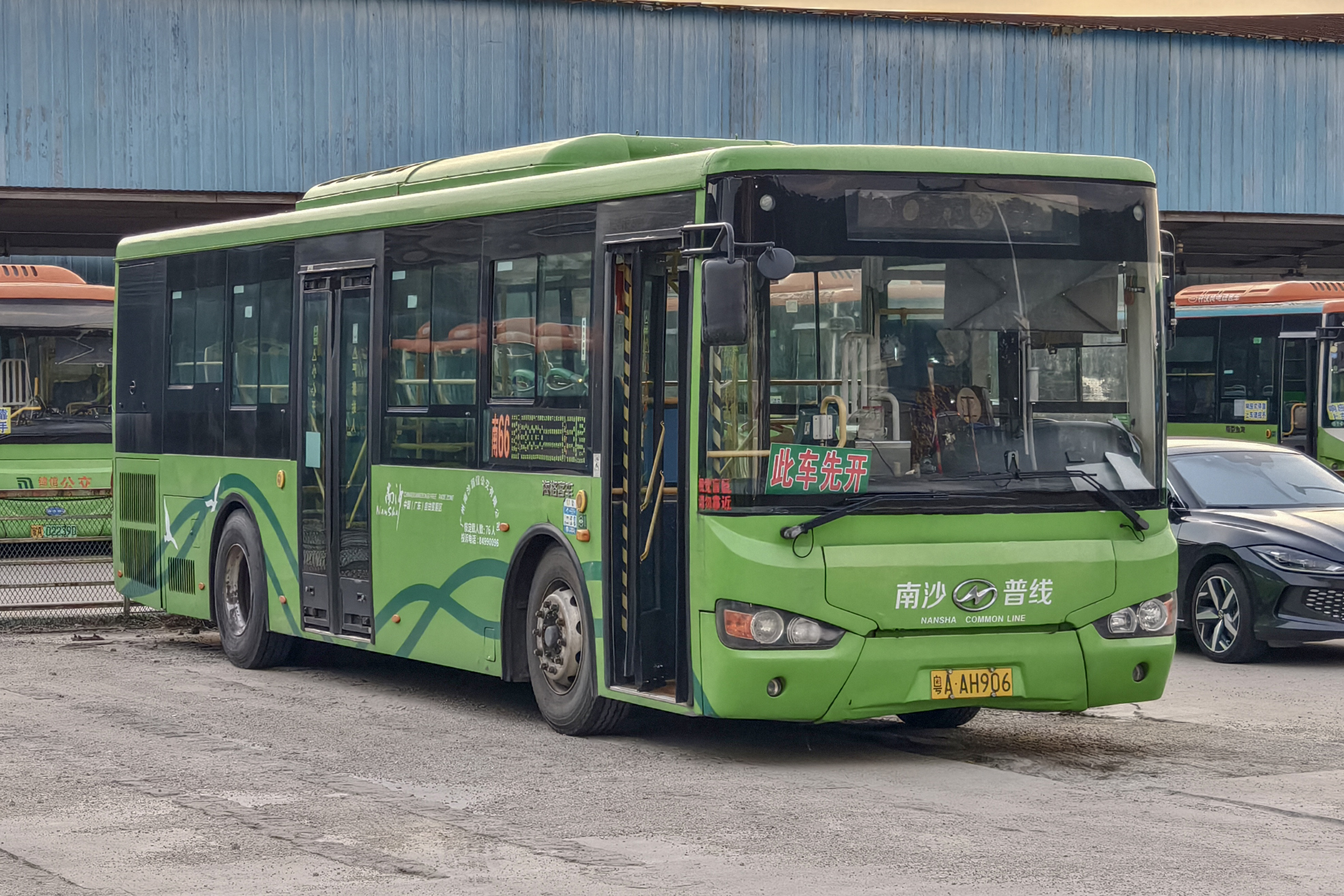
广州南沙润信公交使用的海格 KLQ6109GAHEVE5D 型混合动力客车，该车现已退役
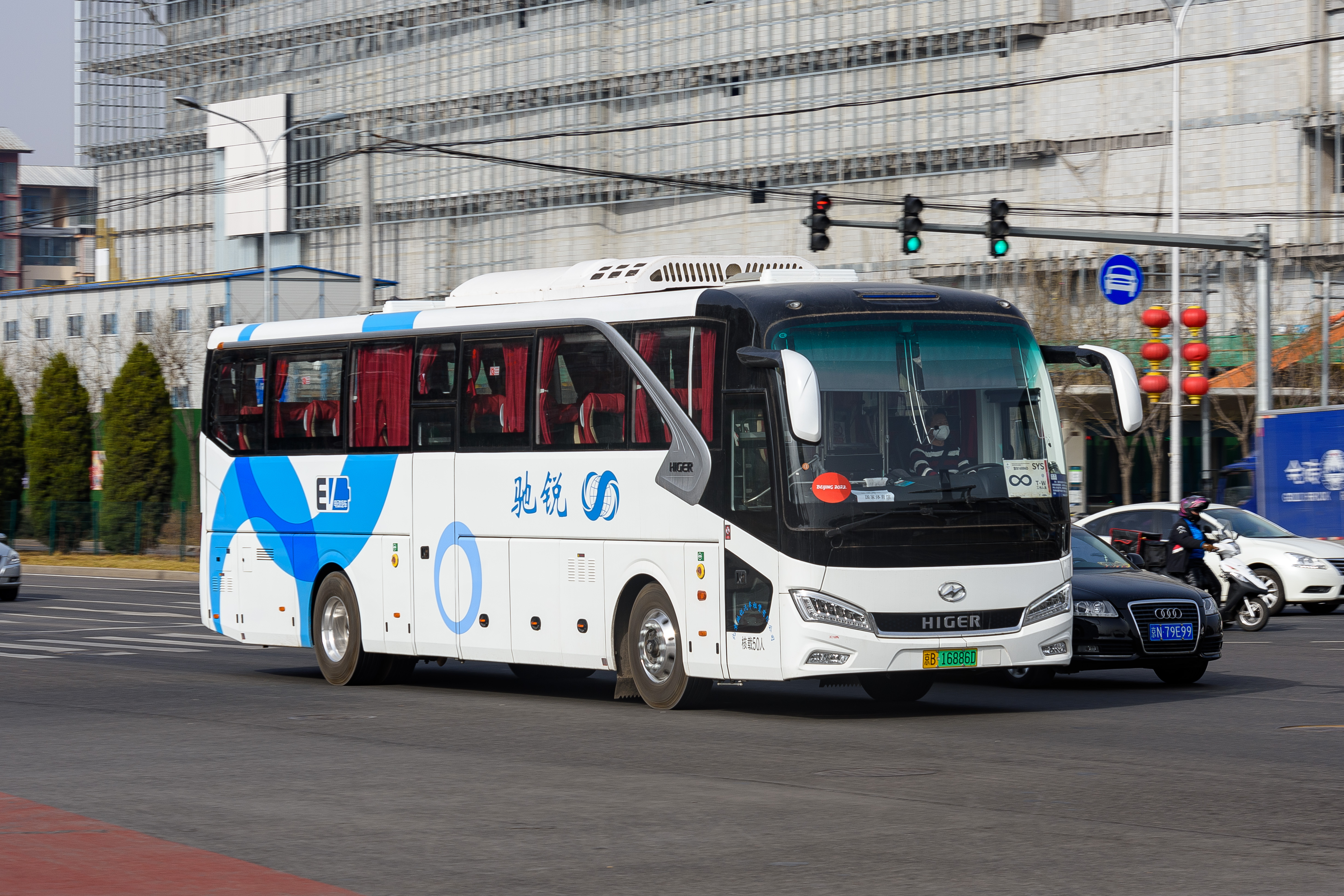
海格 KLQ6127YEV1N1 型纯电动公路客车
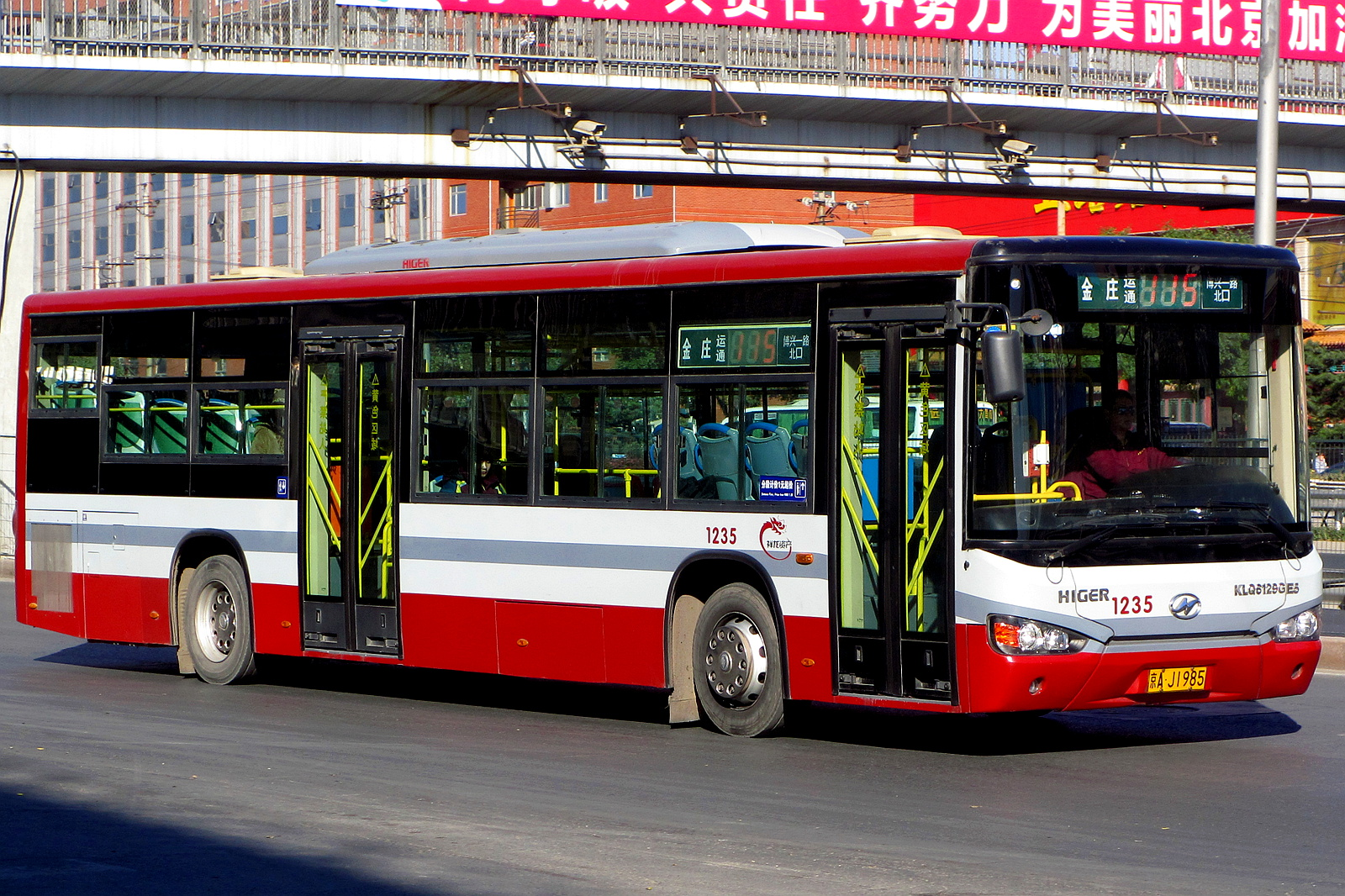
北京祥龙公交使用的海格 KLQ6129GE5 型柴油客车，该车后让渡至北京公交集团，现已退役

### 港澳台项目

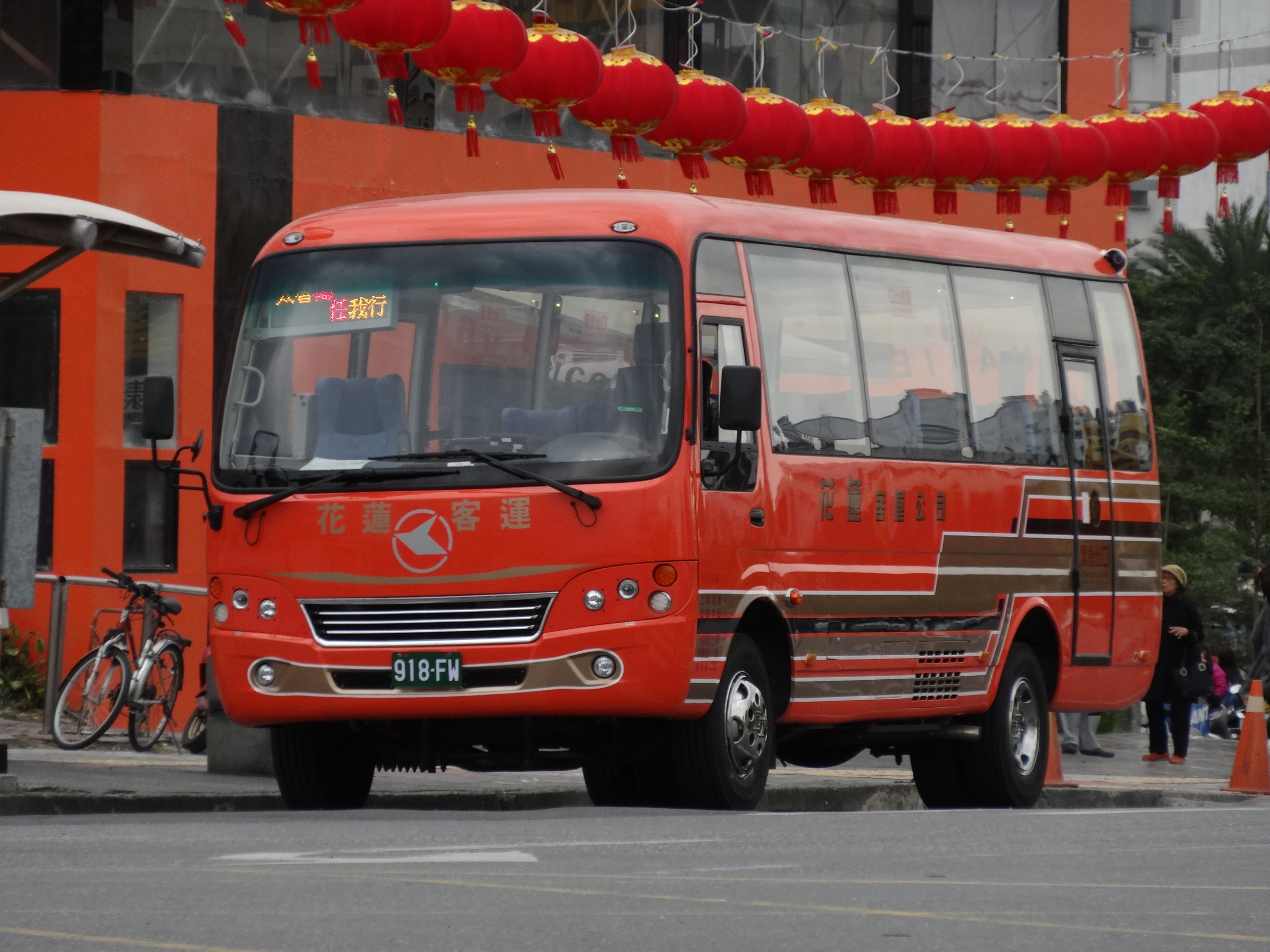
台灣花蓮客運使用的海格 KLQ6759
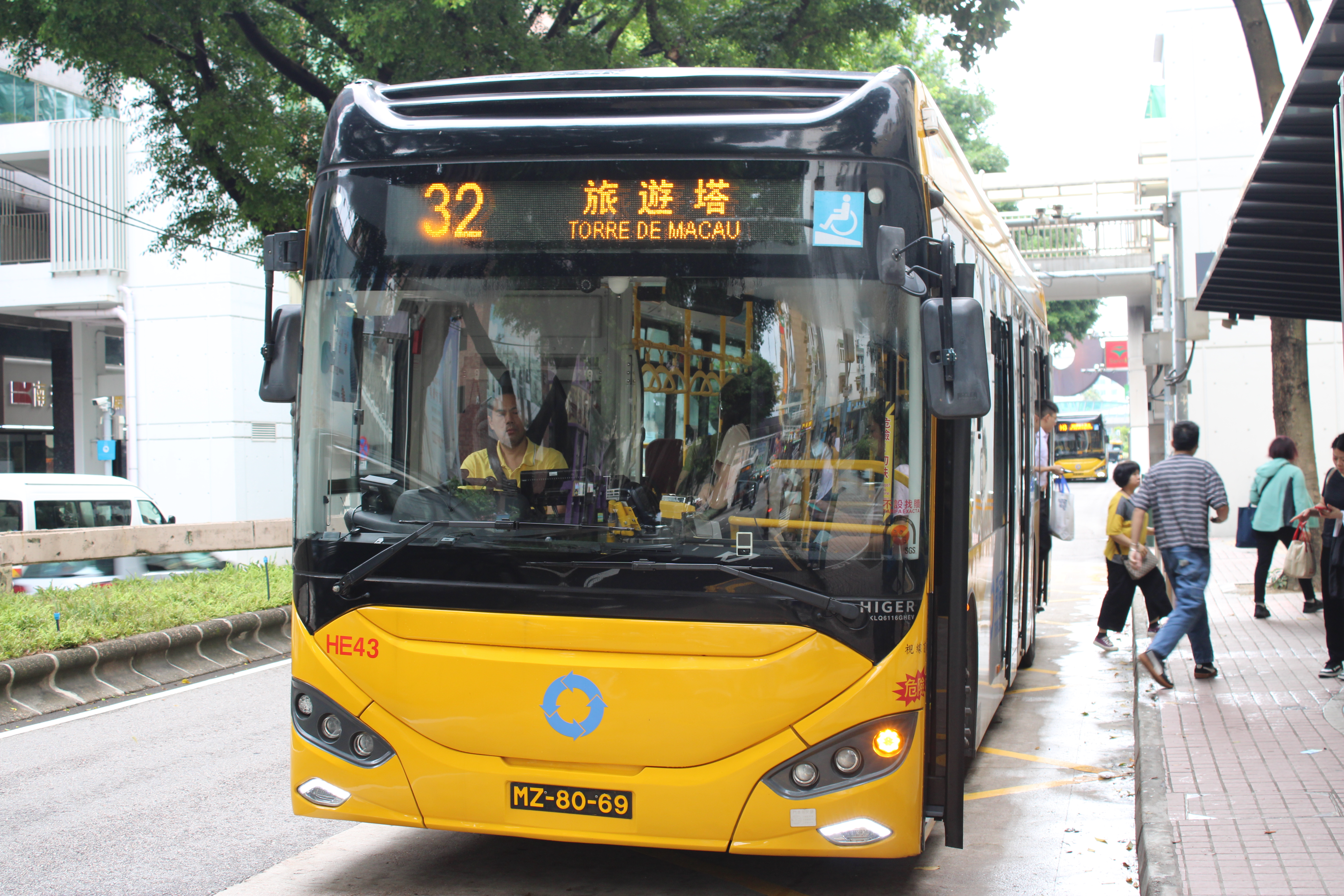
澳門新福利公共汽車有限公司使用的海格 KLQ6116GHEV1 型混合动力客车
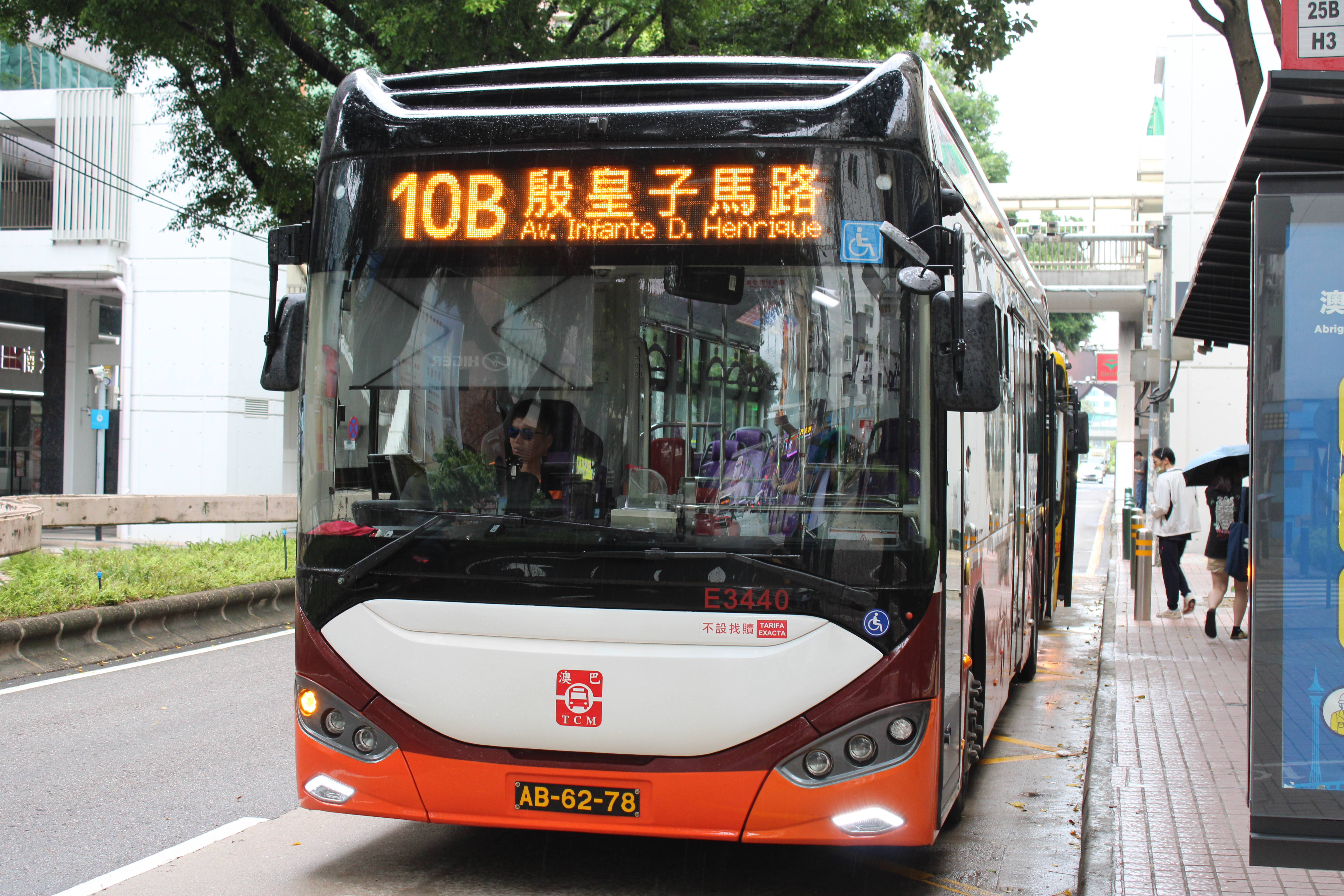
澳門公共汽車股份有限公司使用的海格 KLQ6116GHEV 型混合动力客车

### 海外项目

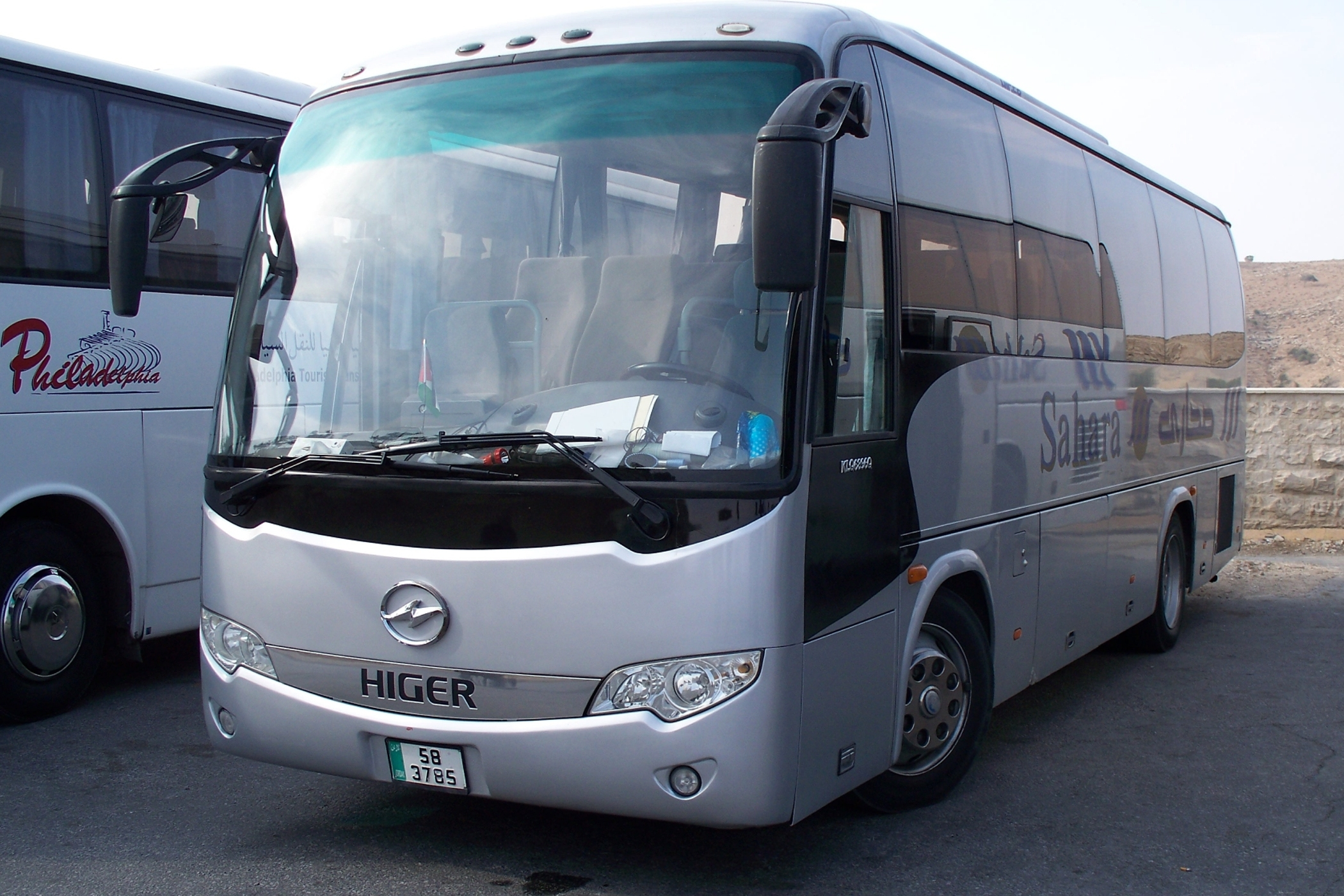
海格 KLQ6896Q - 约旦
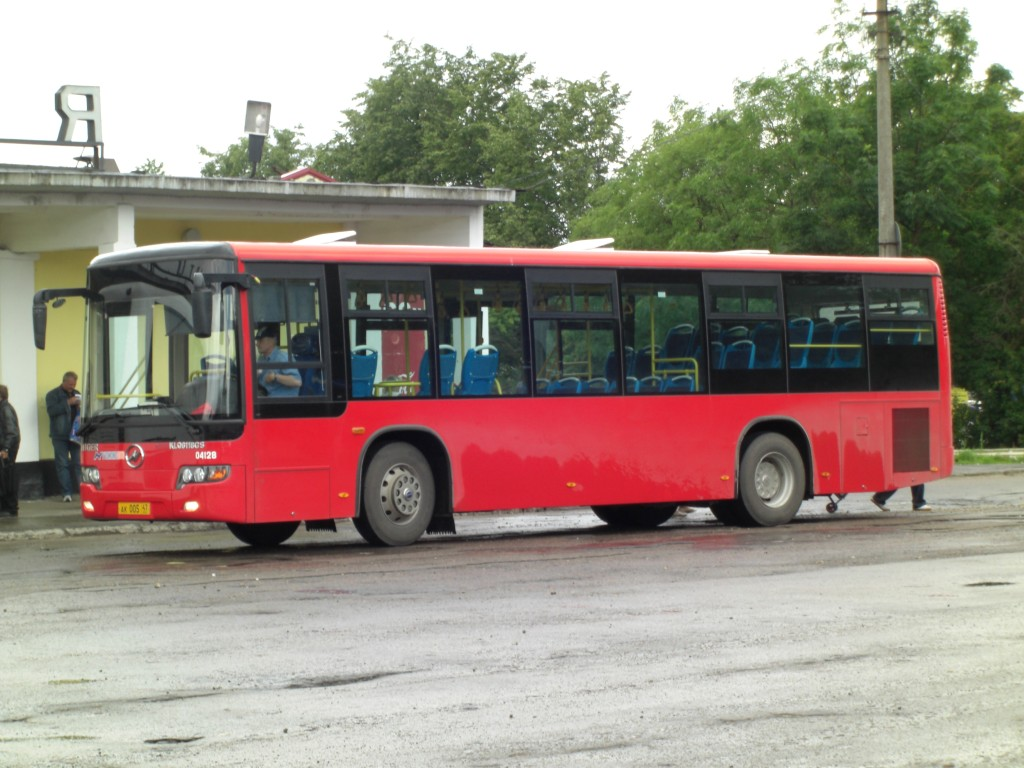
海格 KLQ6118GS - 俄罗斯
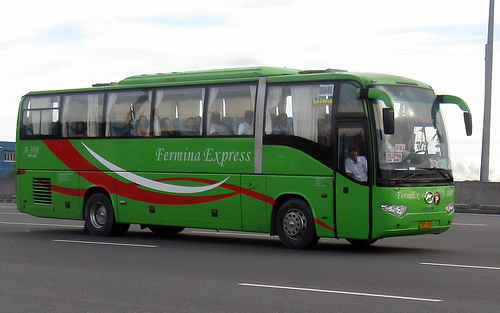
海格 KLQ6119 (V91) - 菲律宾
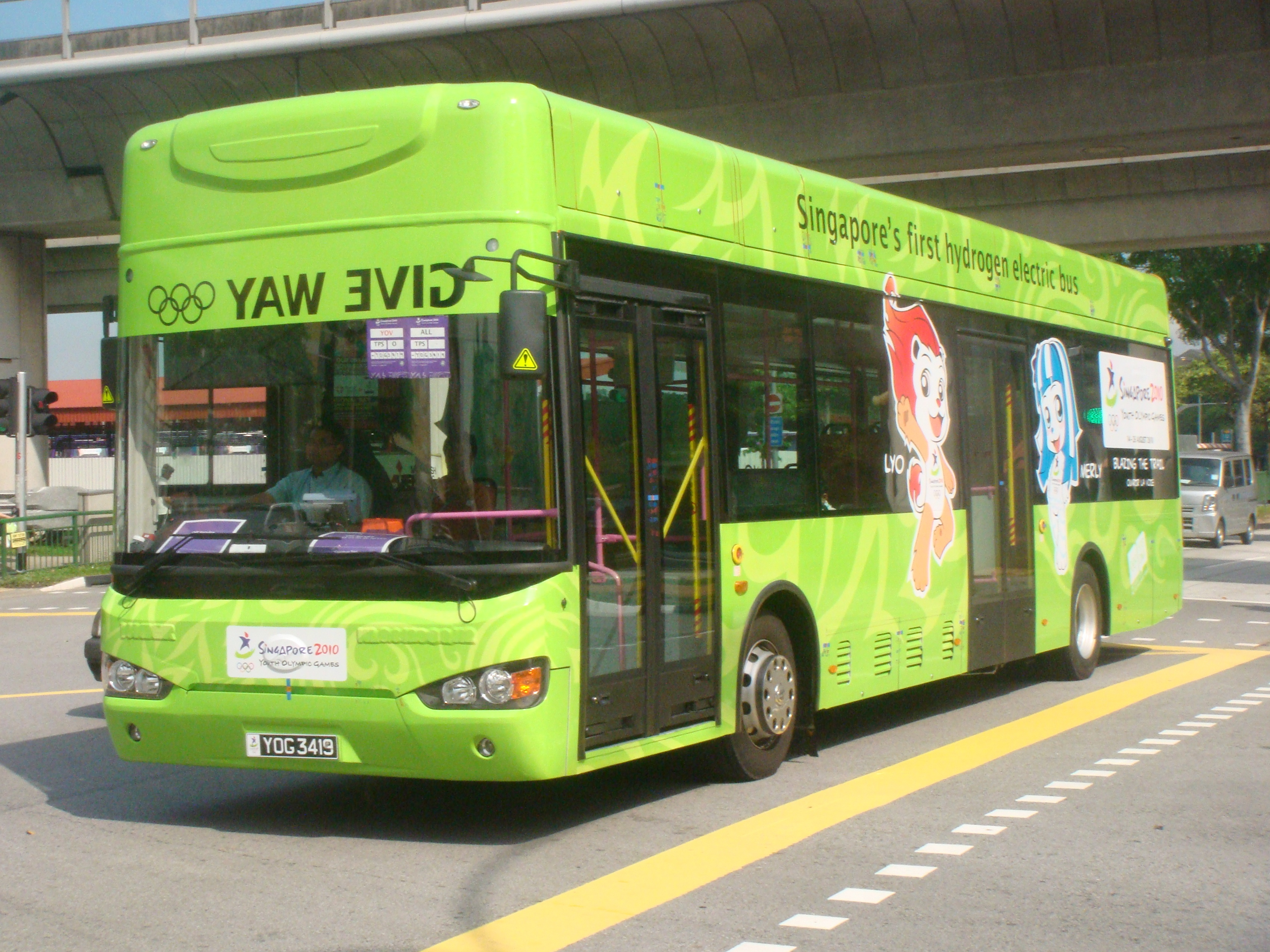
海格 KLQ6129G - 新加坡（2010青年奥林匹克运动会）
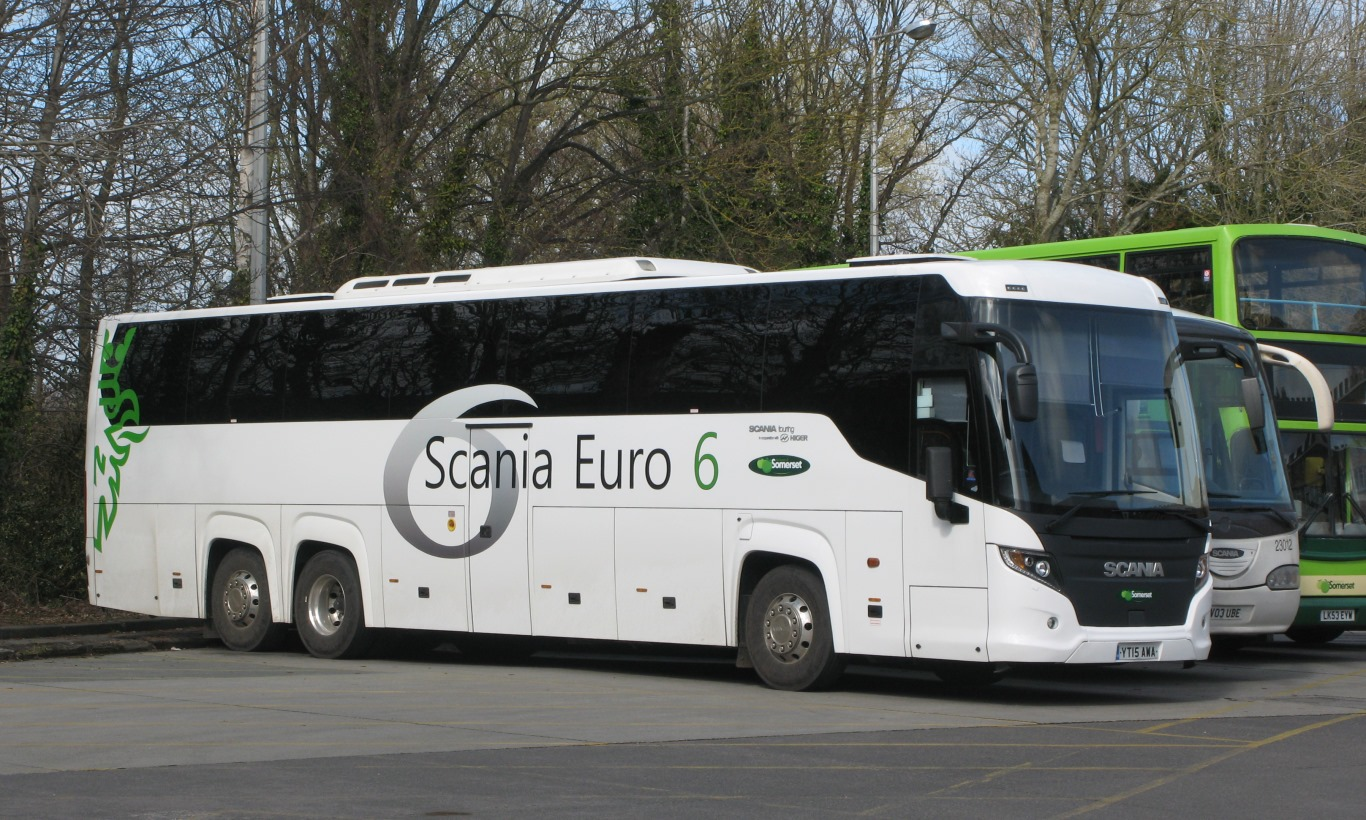
Scania汽車和海格客車合作由海格客車打造車身的 Scania Touring 系列，攝於英國

## 链接
- 金龙联合汽车工业（苏州）有限公司网站 （页面存档备份，存于）